# Knauf-Museum Iphofen

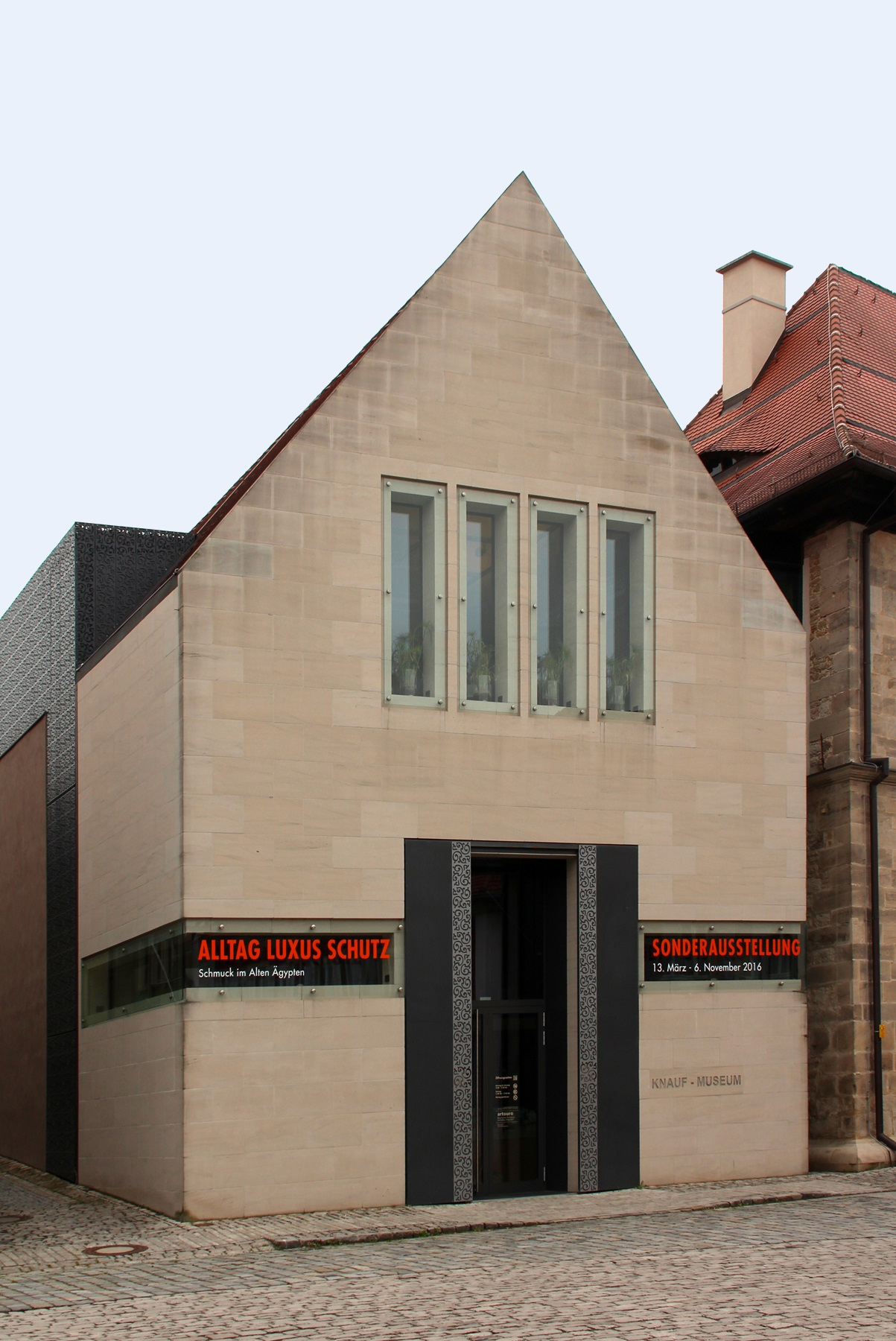
Neubau 2016

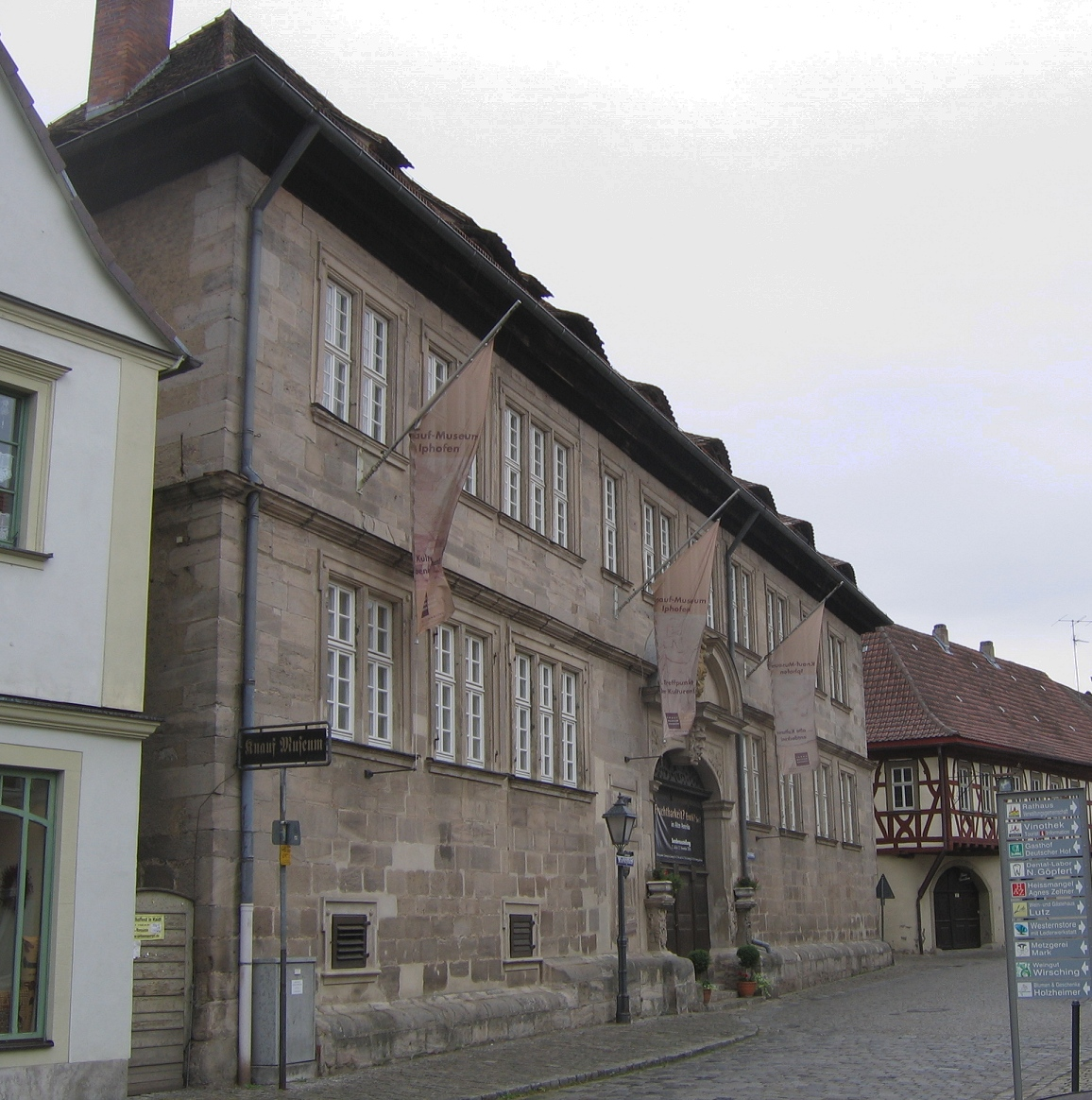
Altbau (ehem. Rentamt) 2006

Das Knauf-Museum Iphofen ist ein Privatmuseum in der fränkischen Stadt Iphofen und eine Einrichtung der Knauf Gips KG. Die Reliefsammlung der großen Kulturepochen des Altertums ist in ihrer Art einmalig in Europa. Die von den Gipsfabrikanten Alfons N. Knauf und Karl Knauf zusammengestellte Sammlung wurde 1983 als Dauerausstellung in einem stattlichen Barockbau am Markt der Stadt eröffnet, wo sie seitdem untergebracht ist.
Sie präsentiert in 250 Exponaten die Höhepunkte der Kunst des Altertums von Mesopotamien über Ägypten, Griechenland, Rom und Altamerika bis nach Indien. Die originalgetreuen Gipsrepliken der Meisterwerke wurden in den großen Museen der Welt und in situ abgeformt. Das Knauf-Museum ermöglicht so eine faszinierende Gesamtschau der Weltkunst in all ihrer Vielfalt auf rund 900 Quadratmetern. Zusätzlich führt es seit 1987 sehr erfolgreich regelmäßige Sonderausstellungen durch, die Themen der Dauerausstellung vertiefen und daneben auch unabhängige Inhalte präsentieren.
Das Knauf-Museum versteht sich als kultureller Impulsgeber für die Region, erregt mit seinem Ausstellungskonzept jedoch schon lange ein breites, überregionales Interesse. Leiter des Knauf-Museums ist seit dem Jahr 2000 Markus Mergenthaler.

## Geschichte
Der Iphöfer Fabrikant Alfons Knauf beschäftigte sich zeitlebens mit der bau- und kunstgeschichtlichen Bedeutung des Naturstoffs Gips. Auf Anregung des mit ihm befreundeten ägyptischen Archäologen Abu Bakr begeisterte er sich für die Idee eines Museums, das einen vergleichenden Überblick über die großen alten Kulturen der Menschheit ermöglichen sollte. Die Entscheidung, diese Vision zu konkretisieren, trafen die Brüder Alfons und Karl Knauf während einer Ägyptenreise. Ihnen schwebte vor, anhand von originalgetreuen Gipsabgüssen die wichtigsten Darstellungen der entsprechenden Epochen jedes Kulturraums unter einem Dach zu vereinen. In den 70er Jahren begannen sie, die Glanzlichter großer Museen abformen zu lassen, prominente Beispiele sind die Grenzstele Sesostris III. aus dem Ägyptischen Museum Berlin, die Gesetzesstele des Hammurabi aus dem Louvre in Paris oder der Stein von Rosette aus dem British Museum, London. Ergänzt wurden diese durch Repliken von Tempelwänden und Stelen, die nur an ihrem ursprünglichen Aufstellungsort kopiert werden konnten wie die Reliefs der Khmer-Tempelanlage Angkor Wat. Circa zehn Jahre sollte dieser wissenschaftlich begleitete Aufbau des Replikenbestands dauern. Dazu bereisten die Museumsmitarbeiter viele Teile der Welt und wendeten ein selbst entwickeltes Abguss-Verfahren an. Die Konzeptionierung und Einrichtung des Museums wurde vom damaligen Direktor des Staatlichen Ägyptischen Museums in München, Dietrich Wildung, maßgeblich begleitet.
Als Gebäude bot sich ein Barockpalais am Markt der Stadt Iphofen an, in dem seit 1967 verschiedene Abteilungen der Gebr. Knauf Westdeutsche Gipswerke untergebracht waren. Am 30. Juni 1983 wurde das Knauf-Museum Iphofen eröffnet mit einem Kernbestand von 150 Exponaten. Der Initiator, Alfons N. Knauf, konnte dieses Ereignis nicht mehr miterleben, da er ein Jahr zuvor verstorben war. Wenig später übernahm Kurt Schmitt die Leitung des Museums. Er hatte sich in den Jahren der Bestandssammlung als Replikator und Experte der Abformung einen Namen gemacht.
1987 startete Schmitt die erfolgreiche und bis heute fortgeführte Serie von Sonderausstellungen. Im Jahr 2000 übergab er die Leitung an den derzeitigen Museumsleiter Markus Mergenthaler. Unter dessen Ägide begannen 2008 die Arbeiten am Erweiterungsbau des Knauf-Museums. Der neue Trakt wurde 2010 eröffnet und bietet zusätzliche 400 Quadratmeter Ausstellungsfläche, die für Wechselausstellungen genutzt werden.

## Gebäude

### Historisches Rentamt
Das ehemalige fürstbischöfliche Rentamt liegt am Markt der fränkischen Weinstadt Iphofen. Der Vorgängerbau, die „alte Schenkstatt“, wurde 1632 im Zuge des Dreißigjährigen Krieges durch schwedische Truppen zerstört. Erst mehr als 50 Jahre später sollte seine Ruine durch einen Neubau ersetzt werden. 1688 ließ der Rat der Stadt den Grundstein zu Iphofens erstem Barockbau legen. Der stattliche Sandsteinbau mit Walmdach wurde 1693 vollendet und weist noch viele Stilelemente der ausgehenden Renaissance auf. Den barocken Gestaltungshöhepunkt bildet das aus der Mittelachse gerückte Portal. Im unteren Drittel wird es von je zwei Fratzen eingefasst, ein Element, das im Scheitelstein wiederaufgegriffen wird. Im gesprengten Giebelfeld darüber ist in schwellender Barockform die imposante Wappenkartusche des Würzburger Fürstbischofs Johann Gottfried von Guttenbergs zu sehen.
Das 1693 vollendete Gebäude wurde zunächst als Wirtshaus „Zum geharnischten Mann“ genutzt. Die Stadt wollte die hohen Unterhaltungskosten des riesigen Gebäudes bald nicht mehr tragen und leitete 1723 mit dem Tausch des Komplexes gegen ein fürstbischöfliches Amtshaus in der Vorstadt eine unruhige Zeit der Besitzerwechsel ein. Dem neuen Inhaber, Fürstbischof Johann Philipp Franz von Schönborn (1719–1724), diente das Gebäude als Amtshof und Kellerei. 1803 beendete die Säkularisation diese Nutzung. Der Komplex ging bis 1805 in den Besitz des Kurfürsten von Bayern über. 1805/1806 gab es ein kurzes Intermezzo unter der preußischen Krone. Weitere Besitzer folgten: Frankreich, Österreich, erneut Frankreich, am 28. Februar 1810 schließlich wieder Bayern. Das Gebäude wurde in dieser Zeit als Justizamt und bis 1880 als Rentamt genutzt. Ab 1857 war in ihm auch das Forstamt untergebracht, später eine Forstdienststelle, die bis 1967 im Gebäude installiert war. Am 31. August 1967 erwarb die Firma Knauf das Hauptgebäude, um Mitarbeiterbüros unterzubringen. Ab 1973 wurden diese verlegt und der Komplex stand frei, bereit für die Sanierung und den Umbau zu einem musealen Treffpunkt vieler Kulturen.

### Erweiterungsbau
Das barocke Gebäude konnte aufgrund seiner Grundrissstruktur und historischen Bauweise die hohen Anforderungen an moderne konservatorische Bedingungen für die Originalexponate der Wechselausstellungen kaum noch erfüllen. Als sich 2008 die Möglichkeit bot, das angrenzende Gebäude zu erwerben, griff die Familie Knauf zu. Im August 2008 begonnen die Arbeiten zum modernen Erweiterungsbau nach den Plänen des Architekturbüros Böhm, Iphofen. Die Bauaufgabe erforderte eine sensible Anpassung der neuen minimalistischen Architektur an das Alte Rentamt und seine Integration in das historische Marktensemble. Die Eigenständigkeit des Neubaus sollte dabei gewahrt bleiben. Zugleich musste er die Anforderungen an eine zeitgemäße technische und ökologische Ausstattung eines Museums erfüllen.
Die Lösung des am 20. März 2010 eröffneten Erweiterungsbaus überzeugte vollkommen und wurde 2011 mit dem Bayerischen Tourismus-Architektur-Preis „artouro“ ausgezeichnet. Der markante, geradlinige Neubau orientiert sich an den Proportionen des historischen Nachbargebäudes und nimmt mit dem Material seiner Verkleidung dessen Sandsteinfassade wieder auf, ohne sich dabei unterzuordnen. Seine kubische Form ist eine Hommage an die Antike und nimmt so Bezug auf die meisten Ausstellungsstücke der Reliefsammlung.
Der Eingang wurde als Haupteingang des Museumsensembles definiert.
Eine Glasfuge trennt die zweigeschossige Fassade optisch vom Altbau und ist zugleich das Scharnier der beiden Gebäude. Es markiert die gemeinsame, behindertengerechte Erschließungszone mit Treppen und Aufzug und schafft über Durchbrüche die Verbindung beider Bauteile.
Vier Ausstellungsräume bieten insgesamt 400 Quadratmeter Fläche für Wechselausstellungen. Den Kern des Neubaus bilden die fensterlosen Säle im ersten und zweiten Stock, die gleich einer Schatzkiste in das Museum eingelassen sind. Sie bieten optimale Voraussetzungen für die multimediale Inszenierung kostbarer Exponate.

## Dauerausstellung
Die permanente Ausstellung bietet auf 900 Quadratmetern einen Überblick über die Kunst alter Kulturen aus vier Erdteilen und fünf Jahrtausenden. Die rund 210 meisterlichen Gipsabformungen werden in 20 Räumen des Alten Rentamtes präsentiert. Dabei sind viele Repliken von Originalen, die sich noch an ihrem angestammten Ort befinden, so inszeniert, dass ihre Umgebung als Illusion im Museum entsteht und zu einem Stück erlebbarer Wirklichkeit wird.
Zu den herausragenden Stücken der Ägyptenabteilung zählen etwa die Prunkpalette des König Narmer aus dem Ägyptischen Museum in Kairo, das Fischfang-Grabrelief aus Sakkara, die Grenzstele Sesostris’ III., Berlin, Ägyptisches Museum, oder aus dem Britischen Museum, London, den Stein von Rosette, der zur Entzifferung der Hieroglyphen beitrug. Die Mesopotamien-Räume weisen Glanzpunkte wie die Replik der Gesetzesstele des Hammurabi aus dem Louvre in Paris oder das 15,30 Meter lange Reliefband aus dem Tributbringerzug des Xerxes, das vor Ort in der altpersischen Stadt Persepolis abgeformt wurde. Die griechische Antike ist mit Höhepunkten wie Teilen des Parthenonfrieses, Friesplatten des Mausoleums in Halikarnassos (London, British Museum) und dem Weiherelief des Archeaolos von Priene (London, British Museum) glanzvoll vertreten.
Weitere herausragende Stücke der Sammlung sind der Prometheus-Sarkophag, ein Werk der römischen Antike, monumentale Reliefs aus Kambodschas riesiger Tempelstadt Angkor Wat, die Grabplatte aus der ehemaligen Mayametropole Palenque, Gipskopien der Moai, kolossalen Steinstatuen der Osterinsel, und das irische Hochkreuz aus Clonmacnoise. Eine zweite Knauf-Kopie des berühmten Inschriftenkreuzes steht in der Klosterruine von Clonmacnoise anstelle des Originals, ein Beispiel für die kulturelle Bedeutung der Kopien des Knauf-Museums. Einige seiner Abgüsse haben längst wissenschaftlichen Wert, wie die Replik der Glyphentreppe in Copán. Das Original ist inzwischen durch Witterungseinflüsse so stark angegriffen, dass die alten Schriftzeichen kaum mehr zu erkennen sind.
Außerdem leihen sich Museen aus dem In- und Ausland jährlich Objekte aus dem Knauf-Bestand aus, um ihre Ausstellungen zu bereichern.
Seit 2001 gibt es detaillierte Beschreibungen der Einzelobjekte per Audioguide in deutscher und englischer Sprache. Eine Besonderheit ist die digitale Jubiläumsführung für das Smartphone durch den Museumsmitarbeiter Ludwig Weiskopf.

## Sonderausstellungen
Regelmäßige Sonderausstellungen greifen Themen der Dauerausstellung auf und bereichern sie durch originale Leihgaben. Daneben behandeln sie außergewöhnliche Themen wie Verführung Schokolade, Möbel im Miniaturformat oder Blüten-Arrangements aus Gold und Edelsteinen. Die qualitätsvolle Präsentation spricht alle Sinne an, bindet Multimedia ein, inszeniert Exponate mit Erlebnischarakter und bietet überraschende Einblicke in Kunst und Kultur. Das Konzept ist publikumswirksam. Mehr als 60.000 Besucher kamen 1993 in die Sonderausstellungen „Das Gold von Meroe“ und „Entlang der Seidenstraße“, fast 20.000 Menschen begeisterten sich für den „Mythos Bullenheimer Berg“ und den „Hexenwahn in Franken“ wollten knapp 25.000 Besucher nacherleben. 2018 feierte das Museum mit der Sonderausstellung „Heinrich Schliemann - Troja“ sein 35-jähriges Bestehen. Die Ausstellung, die in Zusammenarbeit mit dem Museum für Vor- und Frühgeschichte in Berlin entstand, zog zusammen mit einem Nachbau eines Trojanischen Pferdes, das auf dem Marktplatz in Iphofen bewundert werden konnte, abermals über 20.000 Besucher an.
Auswahl
- Entlang der Seidenstraße. Kunst und Kultur des Buddhismus (1. April 1993 – 1. August 1993)
- Das Gold von Meroe (18. Juli 1993 – 31. Oktober 1993)
- Schokolade – Der Siegeszug der süßen Verführung (30. März 2004 – 25. Juli 2004)
- Große Wunder – Kleine Möbel (13. März 2005 – 30. Oktober 2005)
- Fruchtbarkeit? Erotik? Sex? im Alten Amerika (2. Juli 2006 – 12. November 2006)
- Zum Jubiläum – Tausend Blüten aus Edelstein (2. März 2008 – 12. Mai 2008)
- Mythos Bullenheimer Berg (1. Juli 2012 – 4. November 2012)
- Hexenwahn in Franken (27. Juli 2014 – 2. November 2014)
- Der Barbarenschatz (28. Juni 2015 – 8. November 2015)
- Alltag-Luxus-Schutz. Schmuck im Alten Ägypten (13. März 2016 – 13. November 2016)
- Siebold Netsuke treffen japanische Schönheiten (3. Juli 2016 – 6. November 2016)
- Glück auf! Der Bergbau und das weiße Gold (26. März 2016 – 18. Juni 2017)
- Frühe MAIN Geschichte. Archäologie am Fluss  (23. Juli 2017 – 5. November 2017)
- Highlights aus dem Schwarzenberg Archiv (18. März 2018 – 27. Mai 2018)
- Heinrich Schliemann – Troja (15. Juni 2018 – 4. November 2018)
- Elefant – Graue Riesen in Natur und Kultur (30. März 2019 – 10. November 2019)
- Als Franken fränkisch wurde. Archäologische Funde der Merowingerzeit (21. März 2021 – 7. November 2021)
- MARILYN – Die Frau hinter der Ikone (27. März 2022 – 6. Nov. 2022)
- Glanz & Geheimnis – Pracht und Macht des orientalischen Schmucks (Sammlung Hösli, 26. März – 5. November 2023)